# 君に逢いたくなったら…〜ZARD Piano Classics〜
『君に逢いたくなったら…〜ZARD Piano Classics〜』（きみにあいたくなったら ザード・ピアノ・クラシックス）は羽田裕美のアルバム。

## 内容
ZARD関連のピアノクラシックカバー集の第4弾はオリコンチャートの最高順位を更新した。本作は約300人収容できるコンサートホール「阿倍野区民センター小ホール」を借り切ってレコーディングを敢行した。

## 批評
CDジャーナルは「通常のシングル曲から収録範囲を広げ、坂井泉水の作曲ナンバーやセルフ・カヴァー曲にまで及ぶ坂井泉水ワールドを追求」と評した。

## 収録曲
1. 君に逢いたくなったら…
作曲：織田哲郎　編曲：石塚岳春・池田大介
2. ハイヒール脱ぎ捨てて
作曲：栗林誠一郎　編曲：紹花
3. 突然
作曲：織田哲郎　編曲：林良
4. Get U're Dream
作曲：大野愛果　編曲：石塚岳春・池田大介
5. 淡い雪がとけて
作曲：寺尾広　編曲：MissTy
6. 眠り
作曲：坂井泉水　編曲：池田大介
7. 夏を待つセイル（帆）のように
作曲：大野愛果　編曲：石塚岳春・池田大介
8. 遠い星を数えて
作曲：栗林誠一郎　編曲：林良
9. pray
作曲：徳永暁人　編曲：池田大介
10. 愛は暗闇の中で
作曲：栗林誠一郎　編曲：池田大介
11. 世界はきっと未来の中
作曲：岩井勇一郎　編曲：石塚岳春
12. あなたと共に生きてゆく
作曲：織田哲郎　編曲：池田大介

原曲：ZARD(#1, 2, 4 - 11)、FIELD OF VIEW(#3)、テレサ・テン(#12)